# Тријешница
Тријешница је насељено мјесто у граду Бијељина, Република Српска, БиХ. Према попису становништва из 1991. у насељу је живјело 290 становника. Тријешница је дом фудбалскок клуба Побједа.

## Становништво
| Националност       | 1991.        |
| Срби               | 287 (98,96%) |
| Хрвати             | 2 (0,68%)    |
| остали и непознато | 1 (0,34%)    |
| Укупно             | 290          |

| Демографија | Демографија | Демографија |
| Година      | Становника  | Становника  |
| ----------- | ----------- | ----------- |
| 1948.       | 257         |             |
| 1953.       | 305         |             |
| 1961.       | 303         |             |
| 1971.       | 317         |             |
| 1981.       | 291         |             |
| 1991.       | 290         |             |

## Религија
Црква Свете Марије Магдалине у селу Тријешница